# Pietta
Pietta è una frazione del comune di Tizzano Val Parma, in provincia di Parma.
La località dista 3,63 km dal capoluogo.

## Geografia fisica
Pietta sorge alla quota di 526 m s.l.m., sul versante destro della Val Parmossa.

## Storia
Il borgo fu fondato in epoca medievale; la più antica testimonianza della sua esistenza risale al 1230, quando la Capelle de Pletta fu nominata nel Capitulum seu Rotulus Decimarum della diocesi di Parma.
Nel 1450, dopo la confisca di tali terre, il nuovo duca di Milano Francesco Sforza ordinò di assoggettarsi alla città di Parma agli abitanti di Pietta, oltre che a quelli di Albazzano, Isola e Anzolla, ai quali nel 1438 Filippo Maria Visconti aveva riconosciuto una serie di esenzioni in riconoscimento della lealtà del loro feudatario Jacopo Terzi, figlio di Ottobuono.
Alla fine del XVIII secolo la zona fu assegnata in feudo al marchese Troilo Venturi, che ne mantenne i diritti fino alla loro abolizione sancita dai decreti napoleonici nel 1806. In seguito Pietta fu aggregata al nuovo comune di Tizzano Val Parma.
Nel 1810 un'ampia frana, innescata da intense piogge e nevicate, provocò numerosi danni alla zona di Castelmozzano; il materiale distaccatosi raggiunse a valle il torrente Parmossa, di cui interruppe il corso formando un lago lungo oltre 3 km che raggiunse l'abitato di Pietta, innescandovi uno smottamento.
Nel 1861 gli abitanti di Pietta presentarono un'istanza al Consiglio provinciale di Parma affinché il paese fosse aggregato al Comune di Neviano degli Arduini, in considerazione del legame con l'abitato di Vezzano, ma il Comune di Tizzano Val Parma si oppose, rinnovando al contrario la richiesta che Vezzano fosse unita al proprio territorio; l'anno seguente la deputazione provinciale respinse ogni pretesa, mantenendo la situazione invariata.
A partire dal 1986 si innescò una frana a valle del centro abitato, che si aggravò soprattutto dal 2009. Nel 2013 crollò parzialmente la strada di accesso al paese, mentre nel gennaio seguente le intense precipitazioni causarono lo scivolamento di circa 170 m di terreno; la viabilità fu completamente interrotta, mentre alcuni edifici, compreso l'oratorio, furono lesionati e dichiarati inagibili. Nel 2017 furono eseguiti i lavori di consolidamento del versante.

## Monumenti e luoghi d'interesse

### Oratorio di San Michele

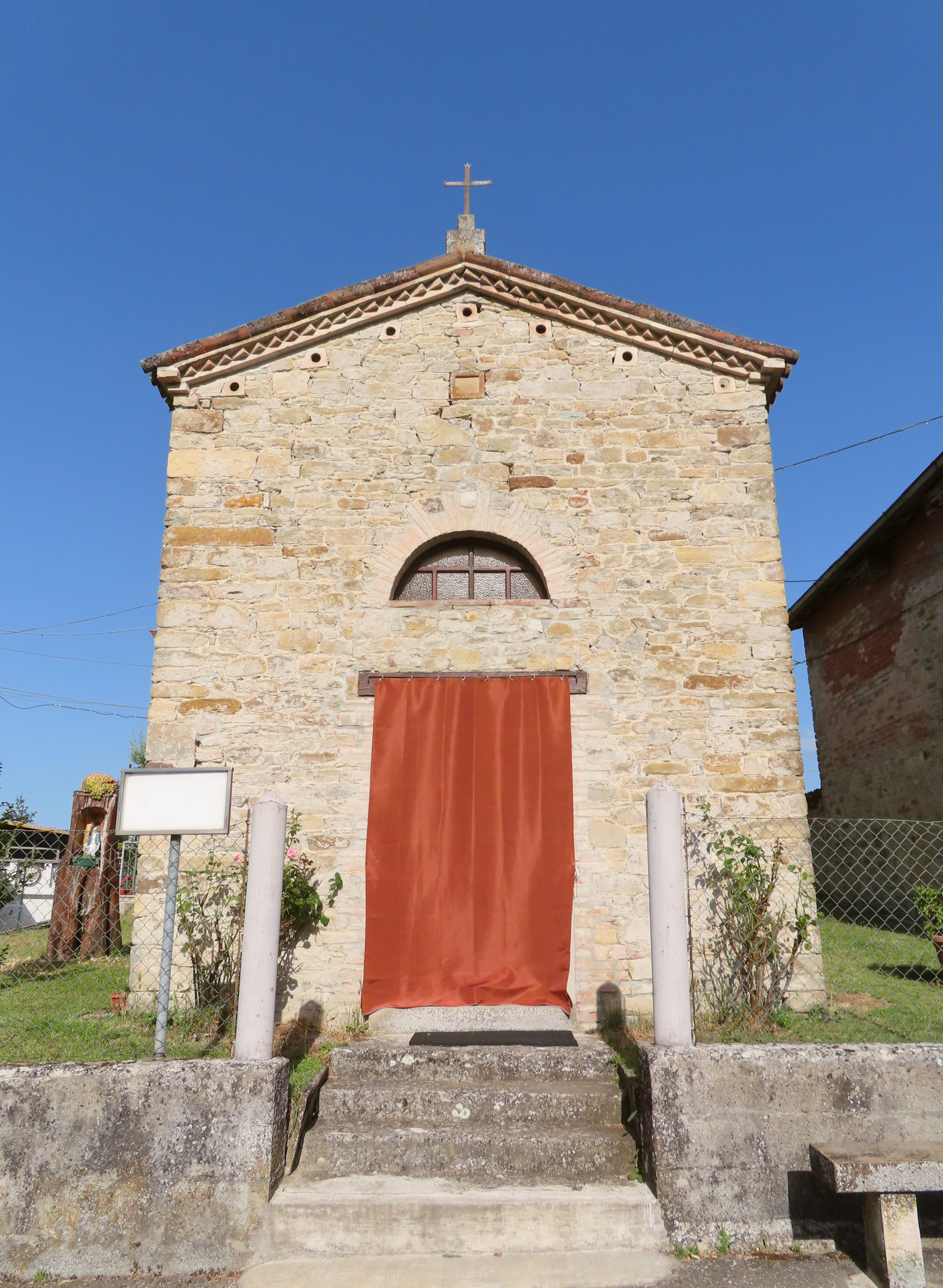
Oratorio di San Michele

Menzionata per la prima volta nel 1230, la cappella originaria fu unita a quella di Vezzano dal 1299 al 1564, quando il luogo di culto di Pietta divenne sussidiario della chiesa parrocchiale di Vezzano; completamente distrutto da un terremoto nel 1898, l'oratorio fu ricostruito in forme neoromaniche nel 1904; danneggiato da un sisma nel 1983, fu successivamente ristrutturato; dichiarato inagibile nel 2014 a causa di una frana, fu restaurato e riaperto al culto nel 2018. Il piccolo edificio, sviluppato su una pianta a navata unica, presenta una semplice facciata a capanna in pietra; all'interno l'aula è coperta da una volta a botte intonacata.

### Mulino
Attestato già in mappe catastali del 1822, il mulino rimase in attività fino al 1972, per poi essere trasformato in residenza privata. L'edificio conserva alcune tracce della vasca utilizzata per conservare l'acqua che consentisse l'attività anche nei mesi asciutti; sulla facciata in pietra è collocata una piccola formella marmorea del 1854, raffigurante una pietà.